# Campeonato Brasileño de Fútbol 1988
El Campeonato Brasileño de Serie A 1988 o Copa União 1988 fue la  33ª edición del Campeonato Brasileño de Serie A. El torneo se extendió desde el 2 de septiembre de 1988 hasta el 19 de febrero del año siguiente. El Esporte Clube Bahia de la ciudad de Salvador ganó el campeonato, su segundo título a nivel nacional, tras haber logrado la Taça Brasil 1959.
La ruptura entre el Club de los 13 y la CBF producida el año anterior, terminó redundando en un campeonato más ágil y competitivo, con sólo 24 clubes, y por primera vez con un verdadero sistema de ascenso y descenso, según lo recomendado por la FIFA. 
El reglamento establecía el descenso de los últimos 4 colocados de la Serie-A (Bangu, Santa Cruz Recife, Criciúma y América-RJ) descendidos a la Serie-B 1989, siendo substituidos por Inter de Limeira y Náutico Recife, campeón y subcampeón respectivamente del Campeonato Brasileiro Série B de 1988. Este sistema perduró hasta 1992.
El sistema de puntuación fue cambiado experimentalmente, cada partido paso a valer 3 puntos en caso de victoria en tiempo normal, el ganador obtendría los 3 puntos y el perdedor cero, en caso de empate, cada equipo obtendría al menos un punto, mientras el tercer punto era disputado en cobros de lanzamientos penales. Para la final se mantuvo el sistema de conteo de puntos tradicionales: 2 puntos por victoria, 1 por empate, 0 por derrota.

## Sistema de competición
Primera fase: los 24 clubes fueron divididos en 2 grupos. En el primer turno (12 fechas), los clubes de un grupo enfrentan a los clubes del otro grupo. En el segundo turno (11 fechas), todos los juegos fueron entre clubes del mismo grupo. Clasifican a la segunda fase los dos primeros de cada grupo. Los cuatro últimos colocados en el total general de puntos descienden a la Serie B 1989.
Segunda fase: Los 8 clubes finalistas disputan cuartos de final, semifinales y final en partidos de ida y regreso.

## Primera fase

### Grupo A
|  | Clasificado a la Segunda Fase. |

#### Primer Turno
| Pos | Equipo              | Pts | PJ | PG | PE | PP | PEx | GF | GC | Dif |
| --- | ------------------- | --- | -- | -- | -- | -- | --- | -- | -- | --- |
| 1   | Fluminense          | 27  | 12 | 7  | 2  | 2  | 1   | 15 | 5  | +10 |
| 2   | Internacional       | 27  | 12 | 6  | 4  | 1  | 1   | 18 | 8  | +10 |
| 3   | Portuguesa          | 24  | 12 | 6  | 2  | 2  | 2   | 17 | 11 | +6  |
| 4   | Atlético Mineiro    | 23  | 12 | 6  | 2  | 1  | 3   | 10 | 8  | +2  |
| 5   | Flamengo            | 23  | 12 | 5  | 3  | 2  | 2   | 18 | 10 | +8  |
| 6   | São Paulo           | 20  | 12 | 6  | 0  | 2  | 4   | 7  | 8  | -1  |
| 7   | Sport Recife        | 20  | 12 | 4  | 3  | 2  | 3   | 10 | 10 | 0   |
| 8   | Vitória de Bahía    | 18  | 12 | 4  | 3  | 0  | 5   | 10 | 13 | -3  |
| 9   | Goias               | 18  | 12 | 3  | 4  | 1  | 4   | 9  | 12 | -3  |
| 10  | Atlético Paranaense | 16  | 12 | 3  | 2  | 3  | 4   | 10 | 9  | +1  |
| 11  | Palmeiras           | 15  | 12 | 4  | 1  | 1  | 6   | 12 | 14 | -2  |
| 12  | Bangu               | 15  | 12 | 3  | 2  | 2  | 5   | 8  | 10 | -2  |

#### Segundo Turno
| Pos | Equipo              | Pts | PJ | PG | PE | PP | PEx | GF | GC | Dif |
| --- | ------------------- | --- | -- | -- | -- | -- | --- | -- | -- | --- |
| 1   | Sport Recife        | 21  | 11 | 5  | 3  | 0  | 3   | 10 | 10 | 0   |
| 2   | Flamengo            | 20  | 11 | 6  | 0  | 2  | 3   | 14 | 9  | +5  |
| 3   | Portuguesa          | 19  | 11 | 6  | 0  | 1  | 4   | 11 | 10 | +1  |
| 4   | Internacional       | 19  | 11 | 4  | 2  | 3  | 2   | 17 | 15 | +2  |
| 5   | São Paulo           | 19  | 11 | 3  | 4  | 2  | 2   | 14 | 10 | +4  |
| 6   | Atlético Mineiro    | 17  | 11 | 1  | 4  | 3  | 2   | 12 | 14 | -2  |
| 7   | Palmeiras           | 16  | 11 | 3  | 2  | 3  | 3   | 9  | 8  | +1  |
| 8   | Goias               | 16  | 11 | 2  | 4  | 2  | 3   | 12 | 9  | +3  |
| 9   | Atlético Paranaense | 15  | 11 | 2  | 3  | 3  | 3   | 8  | 8  | 0   |
| 10  | Bangu               | 13  | 11 | 1  | 4  | 2  | 4   | 7  | 12 | -5  |
| 11  | Vitória de Bahía    | 12  | 11 | 3  | 0  | 3  | 5   | 11 | 17 | -6  |
| 12  | Fluminense          | 11  | 11 | 2  | 1  | 3  | 5   | 9  | 12 | -3  |

### Grupo B
|  | Clasificado a la Segunda Fase.                                    |
|  | Clasificado a la Segunda Fase por la tabla acumulada del Grupo B. |

1. ↑  Bahía se clasificó a la Segunda fase, debido a que Vasco da Gama ya se encontraba clasificado.

#### Primer Turno
| Pos | Equipo              | Pts | PJ | PG | PE | PP | PEx | GF | GC | Dif |
| --- | ------------------- | --- | -- | -- | -- | -- | --- | -- | -- | --- |
| 1   | Vasco da Gama       | 27  | 12 | 7  | 3  | 0  | 2   | 19 | 11 | +8  |
| 2   | Grêmio              | 24  | 12 | 7  | 0  | 3  | 2   | 15 | 5  | +10 |
| 3   | Bahia               | 23  | 12 | 5  | 3  | 2  | 2   | 12 | 11 | +1  |
| 4   | Guarani de Campinas | 22  | 12 | 5  | 2  | 3  | 2   | 10 | 9  | +1  |
| 5   | Coritiba            | 16  | 12 | 3  | 3  | 1  | 5   | 8  | 11 | -3  |
| 6   | Santa Cruz Recife   | 15  | 12 | 3  | 3  | 0  | 6   | 11 | 15 | -4  |
| 7   | Santos              | 14  | 12 | 3  | 1  | 3  | 5   | 10 | 9  | +1  |
| 8   | Botafogo            | 12  | 12 | 2  | 2  | 2  | 6   | 8  | 13 | -5  |
| 9   | Cruzeiro            | 11  | 12 | 2  | 0  | 5  | 5   | 10 | 15 | -5  |
| 10  | Corinthians         | 10  | 12 | 1  | 2  | 3  | 6   | 6  | 13 | -7  |
| 11  | Criciuma            | 6   | 12 | 1  | 0  | 3  | 8   | 5  | 16 | -11 |
| 12  | America-RJ          | 6   | 12 | 1  | 0  | 3  | 8   | 4  | 16 | -12 |

#### Segundo Turno
| Pos | Equipo              | Pts | PJ | PG | PE | PP | PEx | GF | GC | Dif |
| --- | ------------------- | --- | -- | -- | -- | -- | --- | -- | -- | --- |
| 1   | Vasco da Gama       | 27  | 11 | 6  | 4  | 1  | 0   | 15 | 3  | +12 |
| 2   | Cruzeiro            | 23  | 11 | 6  | 1  | 3  | 1   | 16 | 6  | +10 |
| 3   | Corinthians         | 22  | 11 | 5  | 3  | 1  | 2   | 15 | 9  | +6  |
| 4   | Bahia               | 21  | 11 | 6  | 1  | 1  | 3   | 16 | 9  | +7  |
| 5   | Coritiba            | 20  | 11 | 5  | 2  | 1  | 3   | 12 | 6  | +6  |
| 6   | Botafogo            | 19  | 11 | 5  | 1  | 2  | 3   | 9  | 9  | 0   |
| 7   | Santos              | 17  | 11 | 4  | 2  | 1  | 4   | 9  | 16 | -7  |
| 8   | Santa Cruz Recife   | 12  | 11 | 2  | 2  | 2  | 5   | 8  | 13 | -5  |
| 9   | Grêmio              | 12  | 11 | 2  | 2  | 2  | 5   | 10 | 17 | -7  |
| 10  | Guarani de Campinas | 10  | 11 | 2  | 0  | 4  | 5   | 10 | 13 | -3  |
| 11  | Criciuma            | 8   | 11 | 0  | 3  | 2  | 6   | 7  | 18 | -11 |
| 12  | America-RJ          | 7   | 11 | 1  | 1  | 2  | 7   | 7  | 15 | -8  |

## Segunda fase
|  | Cuartos de final | Cuartos de final | Cuartos de final |   |            | Semifinales | Semifinales | Semifinales |  |       | Final | Final | Final |  |
|  |                  |                  |                  |   |            |             |             |             |  |       |       |       |       |  |
|  |                  |                  |                  |   |            |             |             |             |  |       |       |       |       |  |
|  | Vasco da Gama    | 0                | 2 (0)            |   |            |             |             |             |  |       |       |       |       |  |
|  | Vasco da Gama    | 0                | 2 (0)            |   |            |             |             |             |  |       |       |       |       |  |
|  | Fluminense       | 1                | 1 (2)            |   |            |             |             |             |  |       |       |       |       |  |
|  | Fluminense       | 1                | 1 (2)            |   | Fluminense | 0           | 1           |             |  |       |       |       |       |  |
|  |                  |                  |                  |   | Fluminense | 0           | 1           |             |  |       |       |       |       |  |
|  |                  |                  | Bahia            | 0 | 2          |             |             |             |  |       |       |       |       |  |
|  | Bahia            | 1                | Bahia            | 0 | 2          | 0 (0)       |             |             |  |       |       |       |       |  |
|  | Bahia            | 1                |                  |   |            |             |             |             |  |       |       |       |       |  |
|  | Sport Recife     | 1                | 0 (0)            |   |            |             |             |             |  |       |       |       |       |  |
|  | Sport Recife     | 1                | 0 (0)            |   |            |             |             |             |  | Bahia | 2     | 0     |       |  |
|  |                  |                  |                  |   |            |             |             |             |  | Bahia | 2     | 0     |       |  |
|  |                  |                  | Internacional    | 1 | 0          |             |             |             |  |       |       |       |       |  |
|  | Flamengo         | 0                | Internacional    | 1 | 0          | 0           |             |             |  |       |       |       |       |  |
|  | Flamengo         | 0                |                  |   |            |             |             |             |  |       |       |       |       |  |
|  | Grêmio           | 0                | 1                |   |            |             |             |             |  |       |       |       |       |  |
|  | Grêmio           | 0                | 1                |   | Grêmio     | 0           | 1           |             |  |       |       |       |       |  |
|  |                  |                  |                  |   | Grêmio     | 0           | 1           |             |  |       |       |       |       |  |
|  |                  |                  | Internacional    | 0 | 2          |             |             |             |  |       |       |       |       |  |
|  | Internacional    | 0                | Internacional    | 0 | 2          | 2           |             |             |  |       |       |       |       |  |
|  | Internacional    | 0                |                  |   |            |             |             |             |  |       |       |       |       |  |
|  | Cruzeiro         | 0                | 0                |   |            |             |             |             |  |       |       |       |       |  |
|  | Cruzeiro         | 0                | 0                |   |            |             |             |             |  |       |       |       |       |  |
|  |                  |                  |                  |   |            |             |             |             |  |       |       |       |       |  |

Nota: En paréntesis se muestran los resultados de partidos que terminan en el tiempo extra. En el juego entre Bahía y Sport Recife, Bahía fue clasificado por tener mayor total de puntos que Sport Recife.

### Final
| 15 de febrero de 1989 | Bahia        | 2 – 1   | Internacional | Estadio Fonte Nova, Salvador,                                    |                                                                  |
|                       | Bobô 26' 50' | Reporte | Leomir 19'    | Asistencia: 90,508 espectadores Árbitro(s): Romualdo Arppi Filho | Asistencia: 90,508 espectadores Árbitro(s): Romualdo Arppi Filho |

| 19 de febrero de 1989 | Internacional | 0 – 0   | Bahia | Estadio Beira Rio, Porto Alegre,                                         |                                                                          |
|                       |               | Reporte |       | Asistencia: 79,598 espectadores Árbitro(s): Dulcídio Wanderley Boschilia | Asistencia: 79,598 espectadores Árbitro(s): Dulcídio Wanderley Boschilia |

- Esporte Clube Bahia e Internacional, campeón y subcampeón respectivamente, clasifican a Copa Libertadores 1989.

|                                |
| Bandera del estado de Bahía    |
| Campeón E. C. Bahia 2.º título |

## Posiciones finales
- Tres puntos por victoria, uno por empate.
| Pos | Equipo              | Pts | PJ | PG | PE | PP | PEx | GF | GC | Dif  |
| --- | ------------------- | --- | -- | -- | -- | -- | --- | -- | -- | ---- |
| 1   | Bahia               | 54  | 29 | 13 | 11 | 5  | 4   | 33 | 23 | 10   |
| 2   | Internacional       | 55  | 29 | 12 | 13 | 4  | 6   | 40 | 26 | 14   |
| 3   | Fluminense          | 42  | 27 | 10 | 9  | 8  | 3   | 27 | 21 | 6    |
| 4   | Grêmio              | 41  | 27 | 10 | 9  | 8  | 2   | 27 | 24 | 3    |
| 5   | Vasco da Gama       | 57  | 25 | 14 | 8  | 3  | 7   | 36 | 16 | 20   |
| 6   | Flamengo            | 44  | 25 | 11 | 8  | 6  | 3   | 32 | 20 | 12   |
| 7   | Sport Recife        | 43  | 25 | 9  | 10 | 6  | 6   | 21 | 21 | 0    |
| 8   | Cruzeiro            | 35  | 25 | 8  | 10 | 7  | 1   | 26 | 23 | 3    |
| 9   | Portuguesa          | 43  | 23 | 12 | 5  | 6  | 2   | 28 | 21 | 7    |
| 10  | Atlético Mineiro    | 40  | 23 | 8  | 10 | 5  | 6   | 22 | 22 | 0    |
| 11  | São Paulo           | 39  | 23 | 9  | 8  | 6  | 4   | 21 | 18 | 3    |
| 12  | Coritiba            | 36  | 23 | 8  | 7  | 8  | 5   | 20 | 17 | 3    |
| 13  | Goiás               | 34  | 23 | 5  | 11 | 7  | 8   | 21 | 21 | 0    |
| 14  | Guarani de Campinas | 32  | 23 | 7  | 9  | 7  | 2   | 20 | 22 | - 2  |
| 15  | Corinthians         | 32  | 23 | 6  | 9  | 8  | 5   | 21 | 22 | - 1  |
| 16  | Palmeiras           | 31  | 23 | 7  | 7  | 9  | 3   | 21 | 22 | - 1  |
| 17  | Santos              | 31  | 23 | 7  | 7  | 9  | 3   | 19 | 25 | - 6  |
| 18  | Botafogo            | 31  | 23 | 7  | 7  | 9  | 3   | 17 | 22 | - 5  |
| 19  | Atlético Paranaense | 31  | 23 | 5  | 11 | 7  | 5   | 18 | 17 | 1    |
| 20  | Vitória Bahía       | 30  | 23 | 7  | 6  | 10 | 3   | 21 | 30 | - 9  |
| 21  | Bangu               | 28  | 23 | 4  | 10 | 9  | 6   | 15 | 22 | - 7  |
| 22  | Santa Cruz Recife   | 27  | 23 | 5  | 7  | 11 | 5   | 19 | 28 | - 9  |
| 23  | Criciúma            | 14  | 23 | 1  | 8  | 14 | 3   | 12 | 34 | - 22 |
| 24  | América-RJ          | 13  | 23 | 2  | 6  | 15 | 1   | 11 | 31 | - 20 |

## Goleadores
| Pos. | Jugador              | Club             | Goles |
| ---- | -------------------- | ---------------- | ----- |
| 1    | Nílson Esidio        | Internacional    | 15    |
| 2    | Bebeto               | Flamengo         | 9     |
| 2    | Zé Carlos            | Bahia            | 9     |
| 4    | Bismarck             | Vasco da Gama    | 8     |
| 4    | Cuca                 | Gremio           | 8     |
| 4    | Gaúcho               | Palmeiras        | 8     |
| 4    | Hamílton             | Cruzeiro         | 8     |
| 4    | Kita                 | Portuguesa       | 8     |
| 4    | Renato               | Atlético Mineiro | 8     |
| 10   | Edivaldo             | Sao Paulo        | 7     |
| 10   | Luís Fernando Flores | Internacional    | 7     |
| 10   | Sérgio Araújo        | Flamengo         | 7     |
| 10   | Toninho              | Portuguesa       | 7     |
| 10   | Tostão               | Coritiba         | 7     |
| 10   | Vivinho              | Vasco da Gama    | 7     |